# Johan Huizinga
Johan Huizinga (Groningen, 7 de desembre de 1879 - De Steeg, 1 de febrer de 1945) va ser un historiador, filòsof i teòric de la cultura neerlandès.

## Biografia
Va cursar estudis a la Groningen i a Leipzig. El 1897 va iniciar la seva tasca com a docent a Haarlem i més tard a Amsterdam. El 1905 va començar a exercir de professor d'història a la Universitat de Groningen i des de 1915 fins al 1942 a la Universitat de Leiden, quan els nazis van tancar-la. Va ser detingut i confinat a Sant Michielsgestel i posteriorment desterrat a Overijssel i Güeldres, fins que va morir. Fou membre de l'Acadèmia de Ciències d'Holanda i president de la secció d'humanitats de la Reial Acadèmia d'Holanda.
Va estudiar les formes de vida i les pautes culturals del passat, amb una anàlisi molt crítica i fidel a les reconstruccions dels fets històrics, amb una gran qualitat d'escriptura. La major part de la seva feina se centra en la història de França i els Països Baixos en els segles xiv i xv, la baixa edat mitjana, la Reforma i el Renaixement, als quals cal afegir els estudis sobre la cultura de l'Índia i una biografia d'Erasme de Rotterdam, entre altres obres i estudis de tema històric.
Gran part de la notorietat d'Huizinga és gràcies a obres com La tardor de l'Edat Mitjana (Herfsttij der Middeleeuwen - 1919) i Homo Ludens (1938), títols als que Ortega y Gasset va qualificar "...del libro sin duda mejor y en sus límites realmente óptimo que hay sobre el siglo XV...", el primer, i com un "egregio libro", el segon. Altres obres són En la boira del matí (In de Schaduwen van Morgen - 1935) i Món profanat (Geschonden wereld - 1945).

## La tardor de l'edat mitjana
A partir de 1905, Johan Huizinga va dur a terme recerques en història de l'edat mitjana i el Renaixement. Es va interessar molt per l'art i l'espectacle i en aquesta obra s'allunya de la interpretació que dominava l'època, intenta definir la frontera que separava l'edat mitjana i el Renaixement. També descriu el final de l'edat mitjana com un període de pessimisme i decadència, també des del punt de vista demogràfic. Aquesta lectura de l'època va ser desenvolupada més tard per diversos medievalistes i per José Ortega y Gasset, amic personal seu. Huizinga analitza les idees, els somnis (l'ideal cavalleresc i l'ideal cortès), les emocions, les imatges produïdes durant aquest període. L'obra, que li va donar molta fama, és reconeguda com una contribució de primera línia a la història del període i comparable a l'altre clàssic de l'època, Civilització del Renaixement a Itàlia de Jacob Burckhardt. El llibre es distingeix igualment per la presentació de la vida cultural en una llengua rica, amb qualitats literàries, i tracta principalment de França i de la part sud dels Països Baixos del període de la baixa edat mitjana fins a la Reforma.

## Homo Ludens
A Homo Ludens (1938), Huizinga estudia la influència del joc en la cultura europea. El joc és un fenomen cultural i no només es pot entendre des d'un punt de vista biològic, psicològic o antropològic. La dimensió del joc és essencial per comprendre a l'home des d'un punt de vista del coneixement i el saber (homo sapiens) i del treball (homo faber). Per a Huizinga, el joc contribueix a desenvolupar la cultura, com ell va dir, el joc és una tasca seriosa. Homo Ludens es va imposar com una obra que estudia el temps lliure i la cultura.